# Veliki Grđevac
Veliki Grđevac (Hongaars: Nagygordonya) is een gemeente in de Kroatische provincie Bjelovar-Bilogora.
Veliki Grđevac telt 3313 inwoners. De oppervlakte bedraagt 164,84 km², de bevolkingsdichtheid is 20,1 inwoners per km².
Steden (gradovi): Bjelovar · Čazma · Daruvar · Garešnica · Grubišno Polje

Gemeenten (općine): Berek · Dežanovac · Đulovac · Hercegovac · Ivanska · Kapela · Končanica · Nova Rača · Rovišće · Severin · Sirač · Šandrovac · Štefanje · Velika Pisanica · Velika Trnovitica · Veliki Grđevac · Veliko Trojstvo · Zrinski Topolovac